# Pu Sam Cáp
Pu Sam Cáp là một xã thuộc huyện Sìn Hồ, tỉnh Lai Châu, Việt Nam.
Xã Pu Sam Cáp có diện tích 46,88 km², dân số năm 2011 là 1.213 người, mật độ dân số đạt 26 người/km².